# Kinkora (cratera)
A cratera Kinkora é uma cratera no quadrângulo de Mare Tyrrhenum em Marte, localizada a 25.2° latitude sul e 247.2° longitude oeste. Esta cratera possui um diâmetro de 54.3 km e foi nomeada pela pdenominada Planetary System Nomenclature (IAU/WGPSN) da União Astronômica Internacional em 1991, em referência à cidade de Kinkora, Ilha do Príncipe Eduardo, Canadá. 